# Nissan Rogue
Pour les articles homonymes, voir Rogue.
Le Nissan Rogue est une automobile de marque Nissan. C’est un crossover, concurrent des Mitsubishi Outlander et les Subaru Forester. Le prix du Rogue est entre 23 000 $ à 34 000 $ canadiens. Nissan a commencé à produire ce véhicule en 2008.

## 1regénération(2008-2013)
La 1re génération est commercialisée de 2008 à 2013, et a été retouchée en 2010.

### Motorisation
Le Nissan Rogue possède un 4 cylindres en ligne essence de 2,5 litres qui développe 170 ch.

### Sécurité
Le Nissan Rogue possède les freins ABS, l'antipatinage, la distribution électronique de force de freinage et le contrôle de la stabilité électronique. Il possède aussi six coussins gonflables (frontaux, latéraux avant et rideaux latéraux).

### Transmission
Le Nissan Rogue est équipé d'une transmission automatique à variation continue avec mode manuel et se décline en traction ou 4 roues motrices.

### Direction
Le Nissan Rogue a une direction à pignon et crémaillère.

### Informations supplémentaires
Voici quelques informations sur le Nissan Rogue:
- empattement de 2 000 millimètres
- longueur de 4 645 millimètres
- largeur de 1 800 millimètres
- hauteur de 1 684 millimètres
- poids de 1 550 kilogrammes
- diamètre de braquage de 12,2 mètres
- réservoir de carburant de 60 litres
- capacité de remorquage de 454 à 680 kilogrammes

### Galerie photo

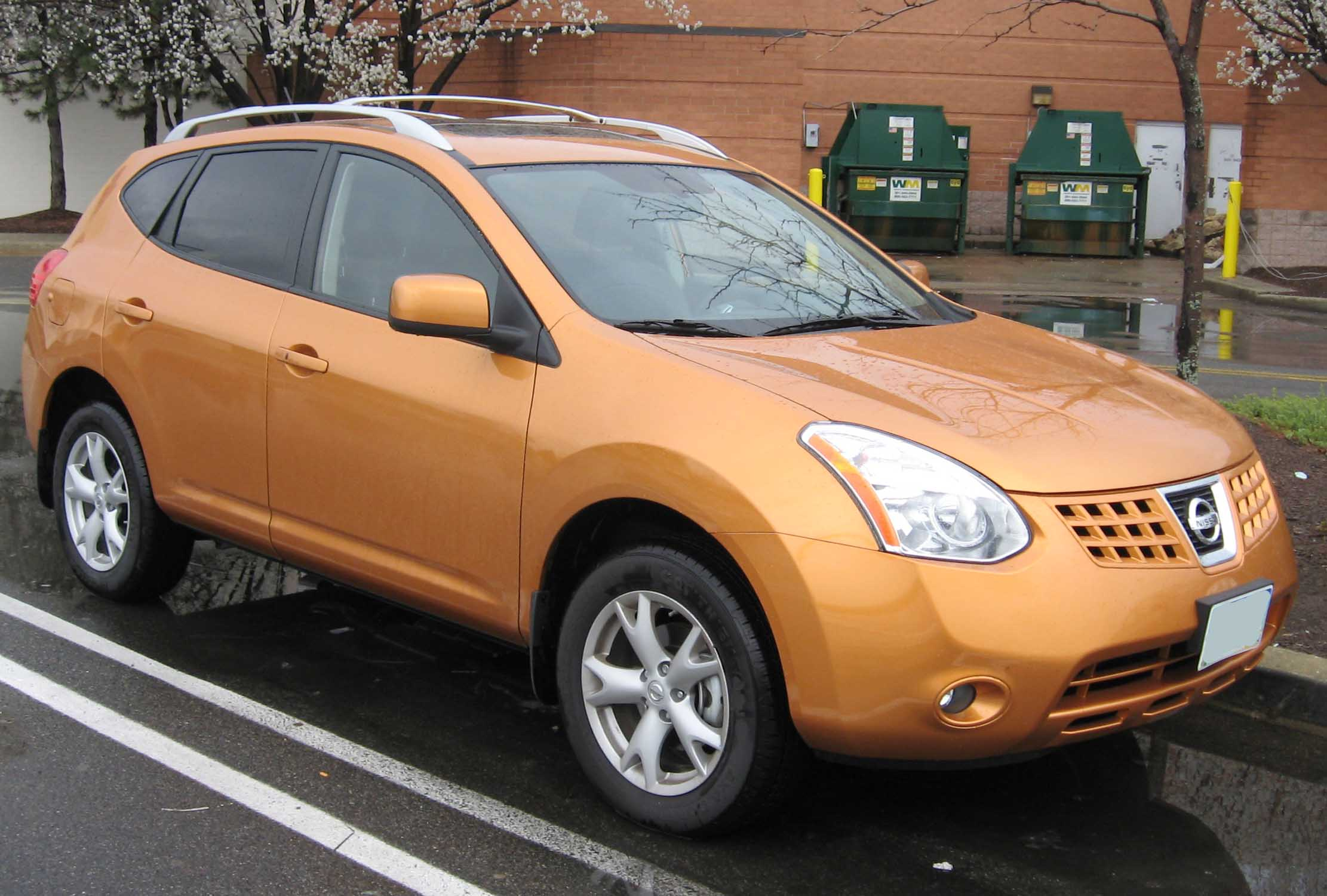
Nissan Rogue
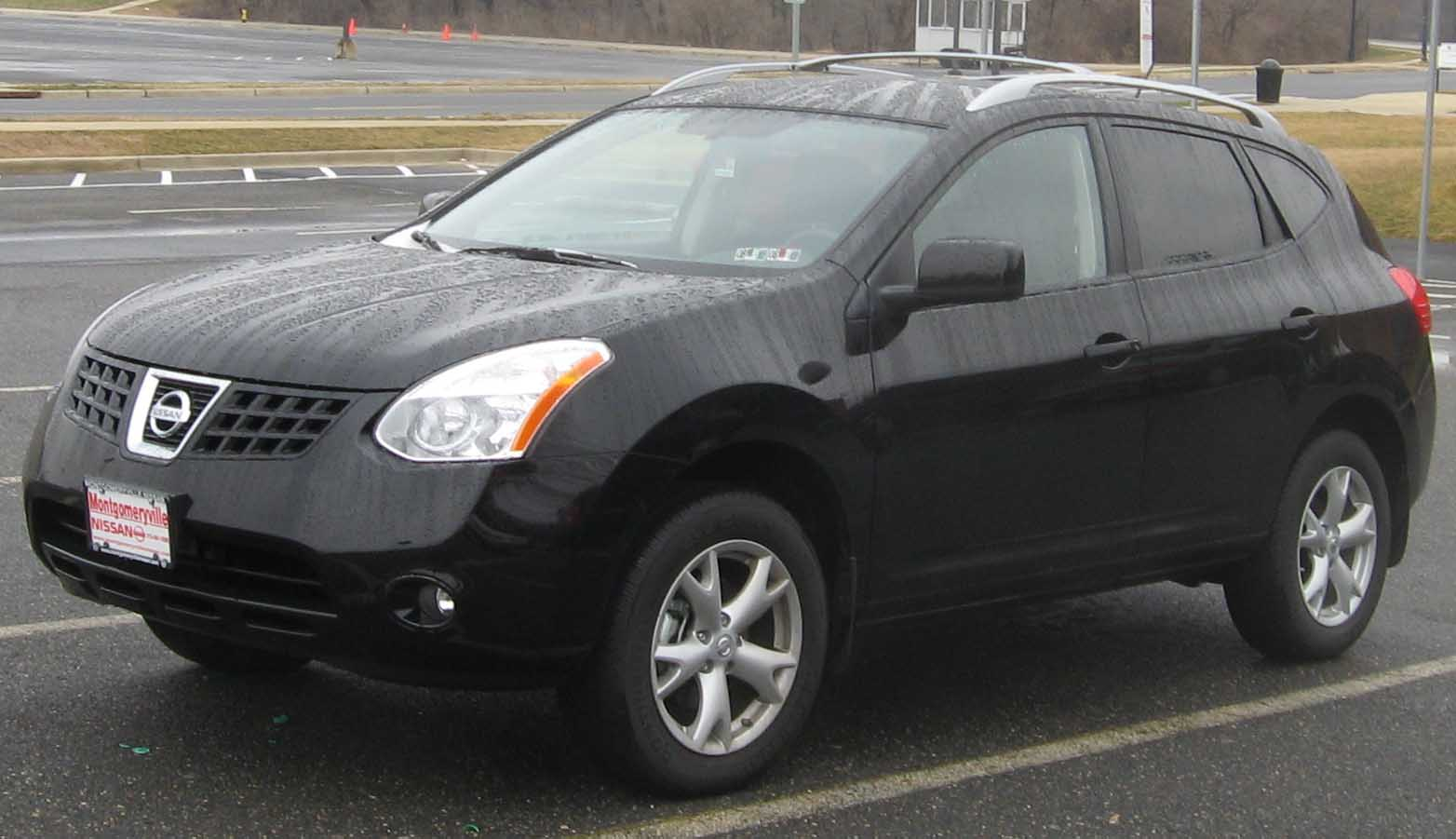
Nissan Rogue
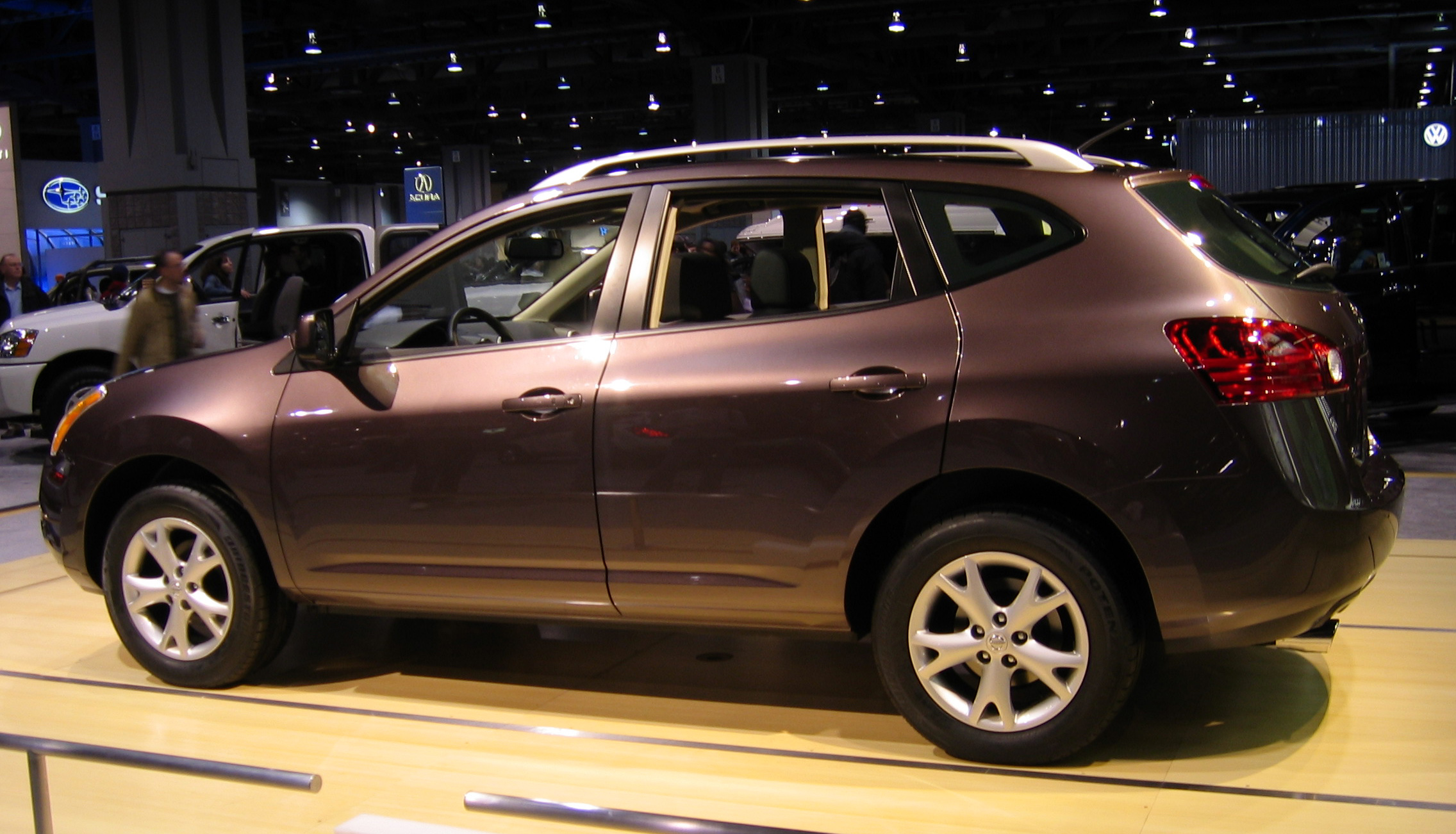
Nissan rogue-2007
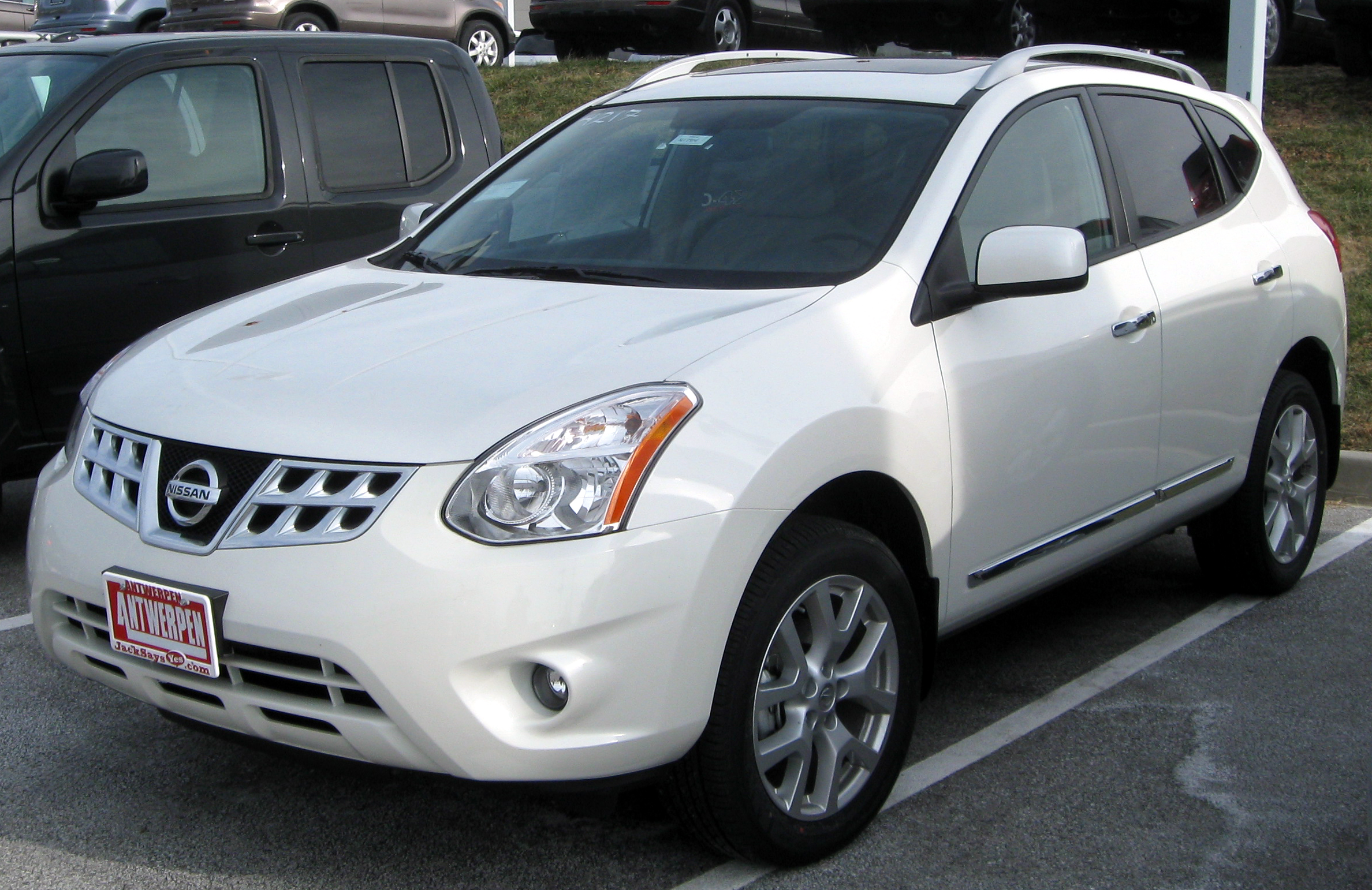
Nissan Rogue SV
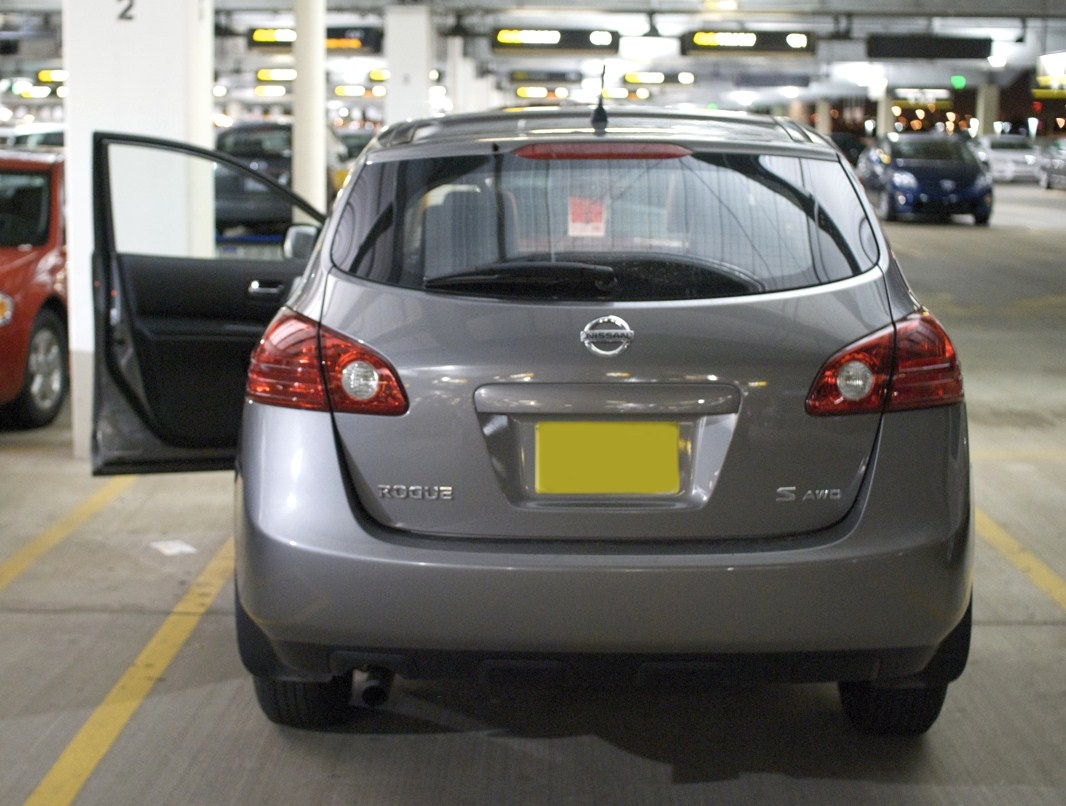
Derrière du Nissan Rogue
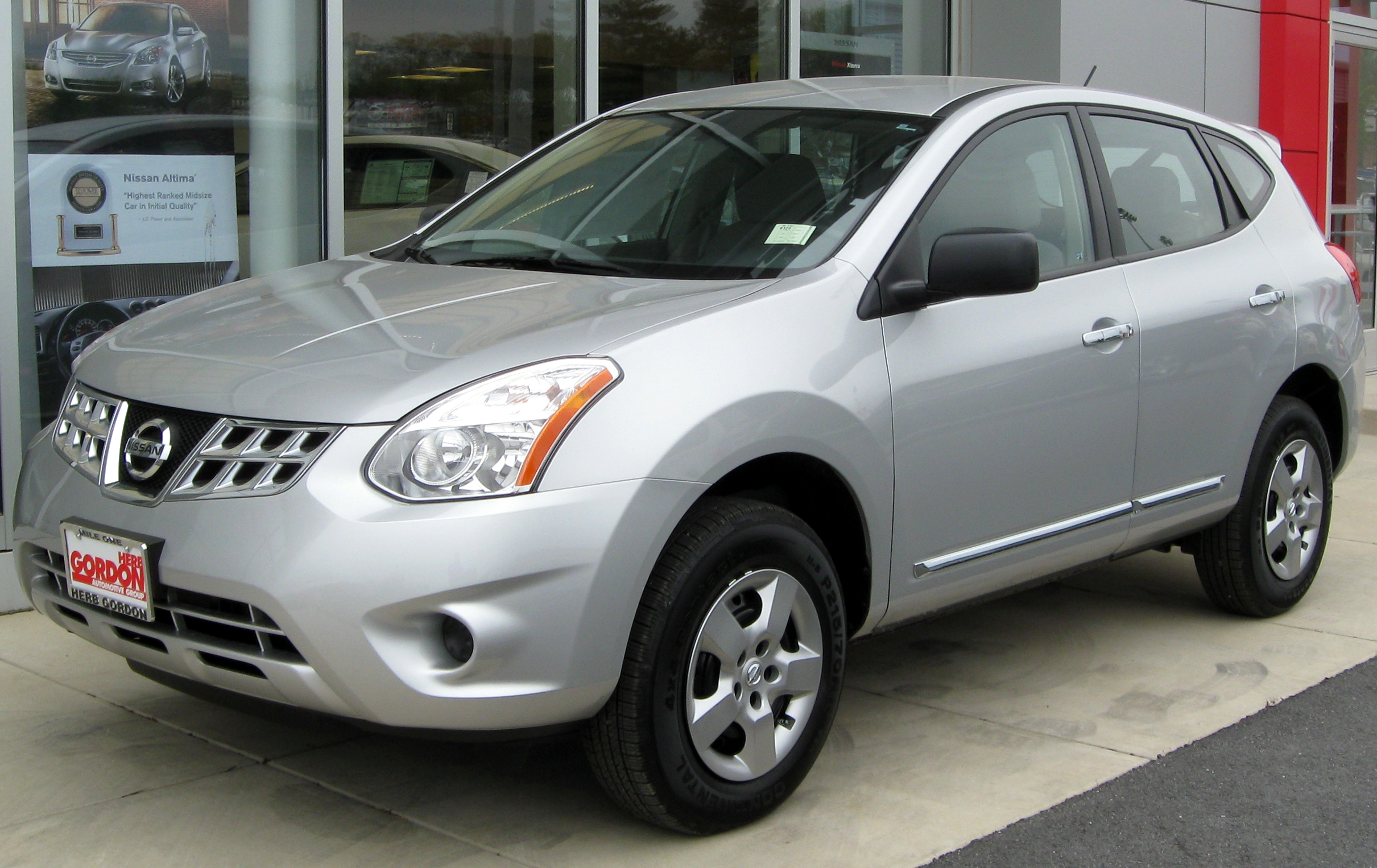
Un Nissan Rogue 2011

## 2egénération(2014 - 2020)

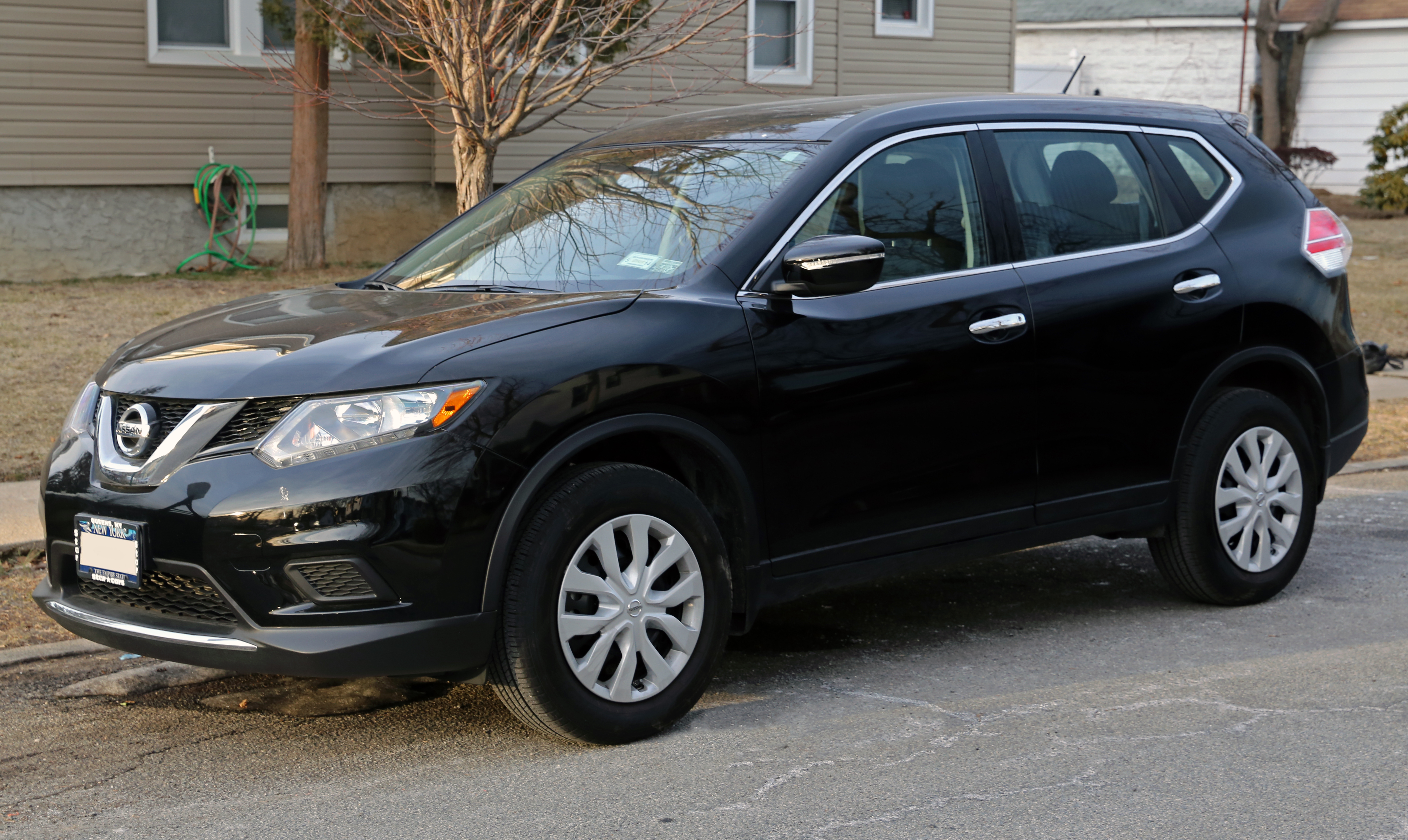

La 2e génération est en fait un Nissan X-Trail III, vendu sur le marché nord-américain.

## 3e génération (2021 -)

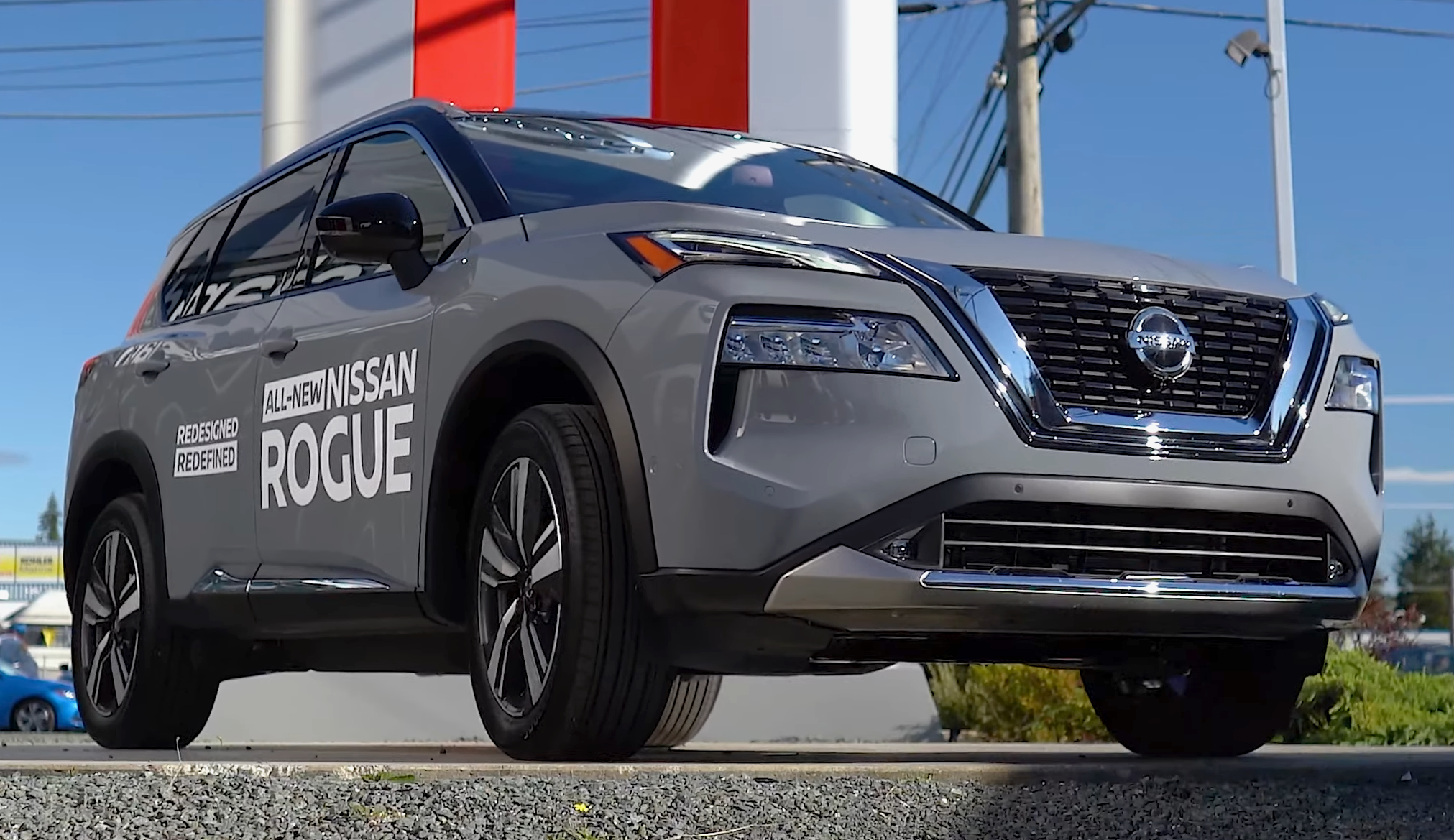